# Ramphocelus nigrogularis
La tangara enmascarada (en Ecuador y Colombia) (Ramphocelus nigrogularis), también denominada sangre de toro de antifaz, tangara carmesí enmascarada (en Perú) o toche carmesí (en Colombia), es una especie de ave paseriforme de la familia Thraupidae, perteneciente al  género Ramphocelus. Es nativa del sur y oeste de la cuenca amazónica en América del Sur.

## Distribución y hábitat
Se distribuye desde Colombia hacia el sur por el este de Ecuador, este de Perú, hasta el extremo noroeste de Bolivia y hacia el este por el sur de la Amazonia brasileña, al sur del río Amazonas, hasta el bajo río Xingu.
Ramphocelus nigrogularis (Spix, 1825) se registra el sur de Venezuela en el estado Amazonas[fm.uc],  en el mapa de distribución de eBirds, a lo largo de toda la frontera occidental del estado Amazonas con Colombia, incluso en el triángulo fe fronteras Venezuela-Colombia-Brasil. [https://ebird.org/species/mactan1?siteLanguage=es]  
Esta especie es considerada bastante común en sus hábitats naturales: los matorrales y bordes de bosques de várzea; prefiere vivir cerca de cuerpos de agua, tales como lagos, pantanos o ríos, por lo general a altitudes por debajo de 600 m y como máximo a 1100 m. Permanecen en pareja y se mueven en bandas familiares de 10 a 12 aves, o en bandas mixtas con la especie Ramphocelus carbo.

## Descripción
Mide 18 a 19 cm de longitud. El macho adulto tiene un rostro negro; las alas, el dorso, el vientre y la cola son de color rojo brillante en otras partes de su plumaje. El pico es plateado brillante. La hembra se parece al macho, pero tiene el vientre marrón y el plumaje más apagado, mientras que los ejemplares juveniles tienen una coloración más opaca.
Su llamado es una sola nota aguda, que suena como tchlink, tipo tink y canta una melodía sencilla, a menudo al amanecer.

## Sistemática

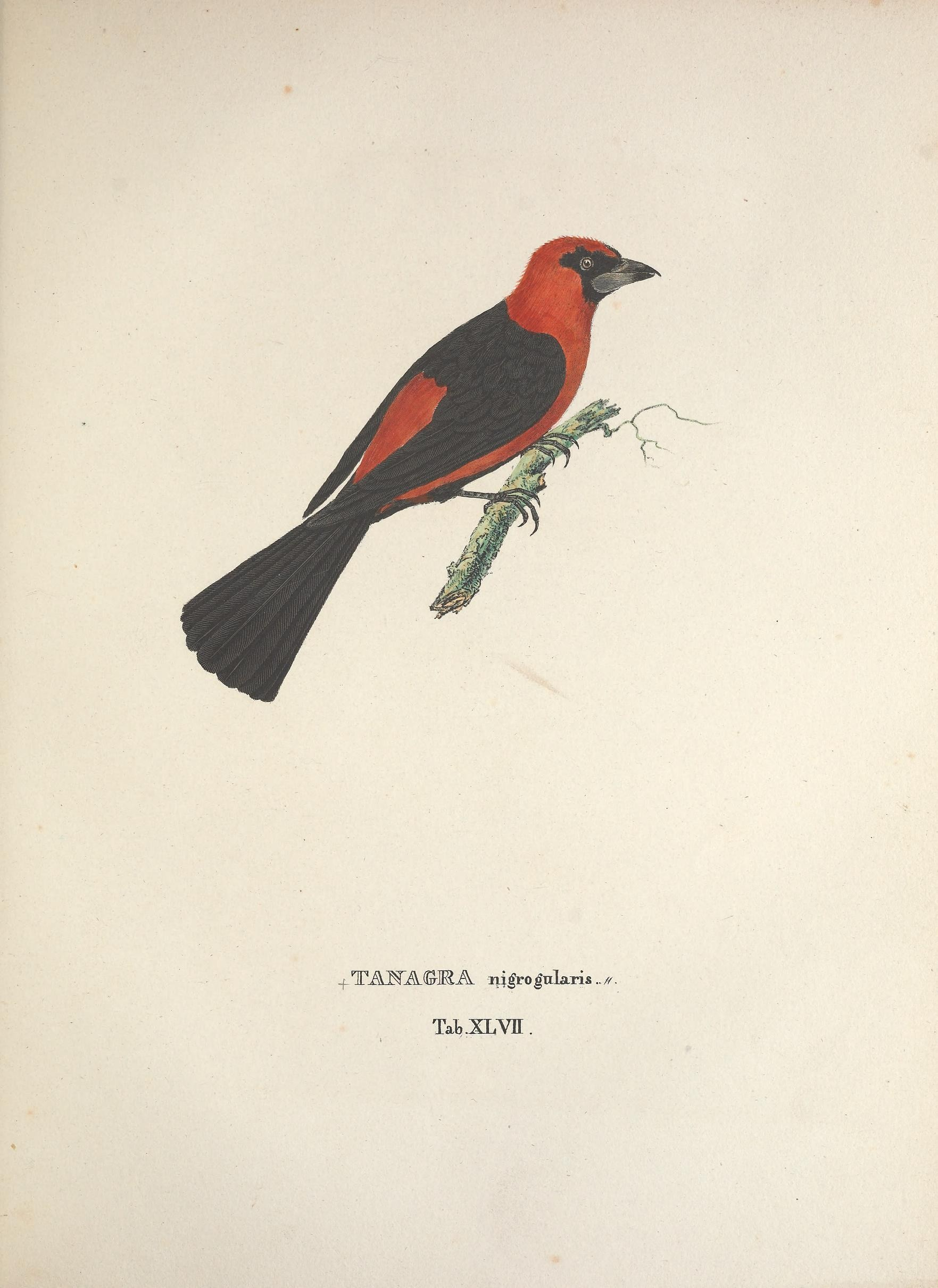
Tanagra nigrogularis = Ramphocelus nigrogularis, ilustración en Spix Avium Species Novae, 1825.

### Descripción original
La especie R. nigrogularis fue descrita por primera vez por el naturalista alemán Johann Baptist von Spix en 1825 bajo el nombre científico Tanagra nigrogularis; su localidad tipo es: «ad flumen Solimoëns in sylvis pagi St. Pauli = São Paulo de Olivença, río Solimões, Brasil.».

### Etimología
El nombre genérico masculino «Ramphocelus» se compone de las palabras del griego «rhamphos»: pico, y «koilos»: cóncavo; significando «de pico cóncavo»; y el nombre de la especie «nigrogularis», se compone de las palabras latinas «niger»: negro y «gularis»: de garganta.

### Taxonomía
Las pruebas de ADN mitocondrial indican que su pariente más cercano es la tangara dorsirroja (Ramphocelus dimidiatus), con antepasados comunes que se separaron hace unos 800.000 años.
Esta relación fue confirmada por los amplios estudios filogenéticos recientes de Burns et al. (2014). Es monotípica.